# Dawid Aleksander Haltrecht

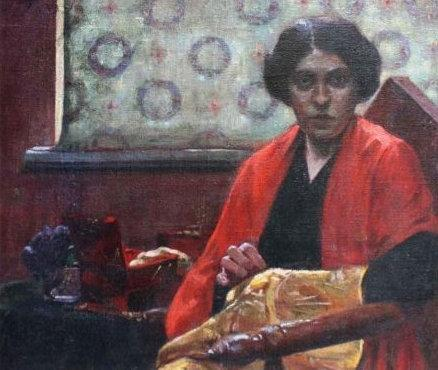
Haftująca kobieta, 1909

Dawid Aleksander Haltrecht (ur. 1880 we Włocławku, zm. 1938 w Moskwie) – polski malarz pochodzenia żydowskiego.

## Życiorys
Pochodził z rodziny rabinackiej, w młodym wieku zamieszkał w Łodzi, gdzie zdał eksternistycznie maturę i pracował jako tkacz. Studiował malarstwo w Odessie, Monachium, Paryżu i Rzymie. W latach 1908–1912 wystawiał swoje obrazy w Warszawie i Łodzi. Działał w SDKPiL. Podczas I wojny światowej w Niemczech, w 1918 wystawiał swoje prace w Berlinie. Odbywał długie podróże artystyczne na Bliski i Daleki Wschód, m.in. do Persji, Buchary, Turkiestanu, Chin, Mongolii i Japonii. Od 1931 przebywał w ZSRR, gdzie zmarł. Reprezentował kierunek realistyczny. Korzystał z dorobku malarstwa impresjonistycznego i postimpresjonistycznego. Autor scen rodzajowych, krajobrazów, typów i portretów. Prace wykonane podczas podróży na Daleki Wschód charakteryzuje silna nuta społeczna. Kilkanaście jego obrazów i kilkadziesiąt rysunków znajduje się w Muzeum Narodowym w Warszawie.